# Bernd Klötzer

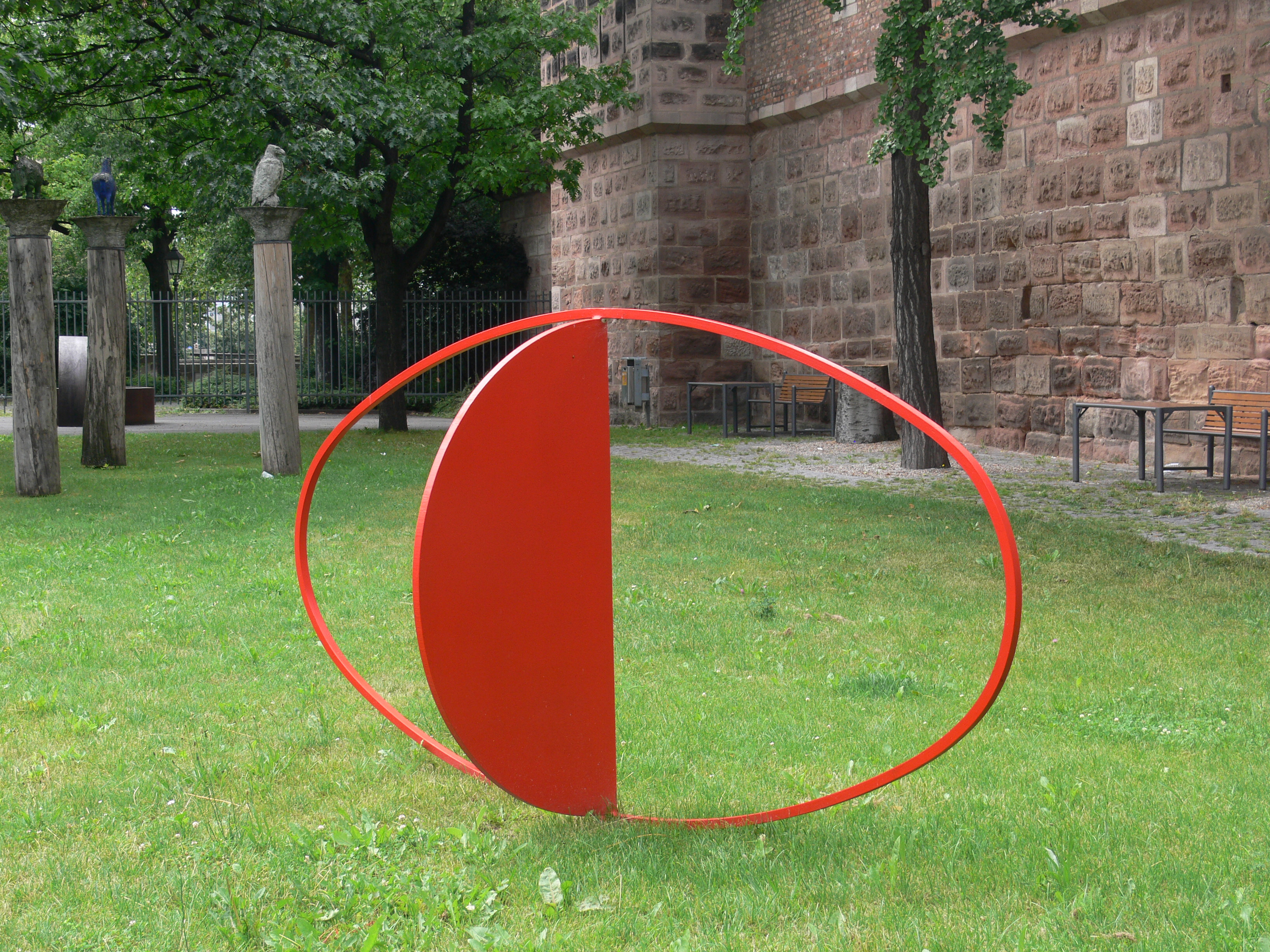
Bernd Klötzer: Fuge III (2008), Skulpturengarten Nürnberg

Bernhard „Bernd“ Klötzer (* 12. Dezember 1941 in Nürnberg; † 29. Juli 2025 ebenda) war ein deutscher Künstler.

## Leben
Nach einer Lehre im grafischen Gewerbe von 1957 bis 1960 studierte er von 1963 bis 1964 an der Akademie der Bildenden Künste in Nürnberg. 1967 absolvierte er die Lehramtsprüfung für Kunst- und Werkerziehung. Er erhielt 1975 den Villa-Romana-Preis (Florenz), 1976 ein Arbeitsstipendium des BDI und 1981 einen Förderpreis der Stadt Nürnberg. Seit 1981 arbeitete er sporadisch mit Peter Brötzmann zusammen, seit 1987 ist er freischaffender Künstler. Im Jahr 1989 erhielt er das Philipp-Morris-Arbeitsstipendium (Werkstatt Berlin) und 1990 den Kunstpreis der Fürther Wirtschaft. Von 2001 bis 2007 hatte Klötzer einen Lehrauftrag an der Akademie der Bildenden Künste Nürnberg.
Trotz seiner regionalen Verankerung waren seine Werke international sichtbar – v. a. durch das Goethe-Institut und öffentliche Sammlungen.
Bernd Klötzer war Mitglied im Deutschen Künstlerbund. Er lebt und arbeitet in Nürnberg.

## Stil & Themen
Bernd Klötzer schafft Arbeiten, die das Material selbst sprechen lassen – wenig dokumentarisch, viel experimentell. Er spielt mit Materialkontrasten wie Aluminium vs. Eisen, Gummi vs. Ton, weise verarbeitet in Lehm-Volumen, Lackierungen oder bewusstem Verrosten. Sein Ansatz: Prozesse sichtbar machen – nicht inszenieren. Kein Mythos, sondern nüchterne ästhetische Fundierung. Er nennt seine Werke „Versuchsreihen“, die das Objektiv Erkennbare in den Vordergrund rücken, statt subjektive Bildwelten zu entwerfen.
Bernd Klötzer verfolgte eine objektorientierte, prozessorientierte Kunst, bei der Materialien wie Metalle, Ton, Textilien, Gummi und Lacke in „Versuchsreihen“ untersucht werden. Er verzichtet bewusst auf illusionistische oder expressive Elemente – seine Arbeiten sind eher zurückhaltend und formal. Ziel ist es, das Objektiv erkennbare durch minimale Eingriffe sichtbar zu machen. Betrachter sollen spüren, wie Materie und physikalische Prozesse durch flexible, radikale Handlungen in Beziehung gesetzt werden – Schönheit entsteht hierbei „absichtslos“ und sachlich.
Besonders beeindruckend ist sein Fokus auf das Reduzieren im Gestaltungsprozess, um Objektiv‑Sachliches sichtbar werden zu lassen.

## Ausstellungen (Auswahl)
- 1981: Städtische Galerie im Lenbachhaus, München
- 1982: Albrecht Dürer Gesellschaft
- 1984: Kunstverein Ingolstadt
- 1989: Neue Galerie der Stadt Linz
- 1991: Kunstforum München
- 1992: Zeit. Stoff. Farbe Goethe-Institut, Kyoto
- 1998: Kunsthaus Nürnberg
- 2008: Städtische Galerie Erlangen
- 2013: San Depot in Aichach
- 2015: Atelierhaus Kunst im Gang, Bamberg[11]
- 2016: Zumikon, Nürnberg
- 2021: Neues Museum Nürnberg[12]

## Ausstellungen, Werke in öffentlichen Sammlungen & Orte in Nürnberg
- Vielfalt an Einzelausstellungen, darunter 2015 im Atelierhaus Kunst im Gang, Bamberg – gezeigt wurden 64 Arbeiten auf Papier und eine Skulptur
- Neues Museum Nürnberg präsentierte von November 2021 bis Januar 2023 unter dem Motto „Rund“ eine Auswahl aus rund 45 Jahren Werk mit Fokus auf runde Formen und Produktionsprozesse
- Eine seiner Skulpturen, „Fuge III“ (2008), ist dauerhaft im Skulpturengarten des Neuen Museums Nürnberg ausgestellt und für die Öffentlichkeit zugänglich.
- Hamburger Kunsthalle
- Fuge 2 (2004), Skulpturengarten, Neues Museum Nürnberg (in einer Mauernische, als die Mauer neu verputzt wurden, wurde das Kunstwerk dabei zerstört)
- Städtische Galerie Erlangen
- Erdzeichen für Landelin (1987), Ettenheimmünster. Anlässlich des Bildhauersymposiums in Ettenheimmünster, 1987[13]
- Mehrere Arbeiten befinden sich in digitalen Sammlungen z. B. des Lenbachhaus, darunter Zeichnungen oder Siebdruck‑Suiten.
- Einzel‑ und Gruppenausstellungen in renommierten Häusern wie dem Lenbachhaus München, dem Neuen Museum Nürnberg oder dem Goethe-Institut Kyoto

## Preise und Auszeichnungen
- 1975: Villa-Romana-Preis
- 1976: Bundesverband der Deutschen Industrie Arbeitsstipendium
- 1981: Förderpreis Preis der Stadt Nürnberg
- 1989: Philip-Morris-Arbeitsstipendium, Werkstatt Berlin
- 1990: Kunstpreis der Fürther Wirtschaft

Mitglied im Deutschen Künstlerbund, aktive Teilnahme an Ausstellungen etwa im Kunstverein Ingolstadt 1984